# The Neon
 (décembre 2021).
Si vous disposez d'ouvrages ou d'articles de référence ou si vous connaissez des sites web de qualité traitant du thème abordé ici, merci de compléter l'article en donnant les références utiles à sa vérifiabilité et en les liant à la section « Notes et références ».
Albums de Erasure
World Be Live
(2018) The Neon Remixed
(2021)
Singles
The Neon est le titre du 17e album studio original du groupe britannique Erasure sorti le 21 août 2020 au Royaume-Uni.
Il s'agit d'un album de 10 plages, publié sous cinq formats différents : en version numérique à télécharger, en CD simple, version CD deluxe, en vinyle classique, en vinyle orange et en cassette. 
Produit par Erasure, l'album est enregistré à Atlanta et à Miami entre octobre et décembre 2019, puis mixé au Royaume-Uni durant le mois de janvier 2020 par David Wrench. Il s'ensuit une période de latence de quelques mois en raison de la crise sanitaire liée au Covid-19 pendant laquelle le plan marketing est suspendu. Ce n'est que quelques jours après la levée des mesures de confinement au Royaume-Uni (le 2 juin 2020) que le site officiel d'Erasure annonce l'album ainsi que les détails de sa parution.
En termes de son et d'ambiance, The Neon délaisse les ambitions politiques et méditatives de World Be Gone (2017) pour revenir à la pop électronique et dansante qui a fait les grandes heures d'Erasure, ainsi qu'à la pop technoïde de l'album The Violet Flame (2014).
La pochette de l'album a été conçue par Paul Alex Taylor et fut envisagée comme le contraste tranchant entre la modernité du néon et l'ancienneté des diverses antiquités qui ornent le reste de la pochette. Il s'agit d'une photo prise dans les environs de Gods Own Junkyard, une galerie londonienne dans laquelle le visiteur est enveloppé de néons vintage.
En termes de succès commercial, The Neon réalisa pour sa semaine de sortie une très bonne percée en 4e position des ventes d'albums au Royaume-Uni et en 11e position en Allemagne. Ces bons classements doivent cependant être relativisés par leur brièveté d'une part (l'album décroche fortement, ou sort des classements, dès la semaine suivante) et, d'autre part, par un marché du disque dépressionnaire en raison de la période estivale et de la situation de crise liée au Covid-19. Dans ce contexte particulier et moins concurrentiel, et pour la première fois en France pour un album d'Erasure, on notera l'apparition de The Neon parmi les meilleures ventes d'albums en France, en 193e position. Il est également à remarquer l'apparition inattendue de The Neon dans les classements albums en Autriche, pays dans lequel Erasure n'avait plus classé d'album depuis Cowboy (1997).
Un an après sa sortie, une version remixée de The Neon est sortie sous le titre The Neon Remixed (2021).

## Classement parmi les ventes d'albums
| Pays               | Meilleure position |
| ------------------ | ------------------ |
| Royaume-Uni        | 4                  |
| Allemagne          | 11                 |
| Autriche           | 49                 |
| République tchèque | 85                 |
| France             | 193                |

## Liste des plages
1. Hey Now (Think I Got A Feeling)
2. Nerves of Steel
3. Fallen Angel
4. No Point in Tripping
5. Shot a Satellite
6. Tower of Love
7. Diamond Lies
8. New Horizons
9. Careful What I Try to Do
10. Kid You’re Not Alone